# 1240년대
1240년대는 1240년부터 1249년까지를 가리킨다.